# Gárdony (distrikt)
Gárdony är ett distrikt i Ungern. Det ligger i provinsen Fejér, i den västra delen av landet, 40 km sydväst om huvudstaden Budapest.